# Keiler – Der Menschenfresser
Keiler – Der Menschenfresser (Originaltitel: Chaw, 차우) ist ein 2009 in Südkorea erschienener Tierhorrorfilm von Regisseur Shin Jeong-won. Der schwarzhumorige Independent-Film handelt von einem mutierten Killer-Wildschwein, das ein Bergdorf terrorisiert.

## Handlung
Im kleinen Bergdorf Sameri ist seit Jahren kein Verbrechen geschehen. Doch plötzlich tauchen grausam verstümmelte Leichenteile auf. Die Polizei tappt im Dunkeln, doch es halten sich Gerüchte, dass es sich um einen tierischen Täter handelt. Gleichzeitig wird der Großstadt-Polizist Kim nach Sameri abkommandiert, nachdem er einen Staatsanwalt wegen Trunkenheit verhaftet hat. Kim zieht mit seiner schwangeren Frau und seiner dementen Mutter in das kleine Bergdorf und wird direkt auf den Fall angesetzt.
Der Einsiedler und ehemalige Jäger Cheon Il-man hat eine Theorie. Er meint, seine Enkelin sei das Opfer eines genetisch mutierten Wildschweins geworden. Der Bürgermeister beauftragt den Großwildjäger Baek Man-bae, einen ehemaligen Schüler von Il-man, und dessen Team, dem Treiben des Keilers ein Ende zu setzen. Doch Baek Man-bae erledigt nur das Weibchen. Der Fang soll der Öffentlichkeit zur Beschwichtigung präsentiert werden. Das rauschende Fest wird durch den Keiler gestört, der die Gäste in Angst und Schrecken versetzt. Bei der Attacke werden einige Dorfbewohner getötet und andere schwer verletzt.
Es wird nun ein Team zusammengestellt, an dem sich auch Kim, Il-man und Baek Man-bae beteiligen. Außerdem ist eine junge Forscherin dabei, die das Wesen der Wildschweine untersuchen möchte und deren Freund bei dem Angriff schwer verletzt wurde. Zusammen hecken sie in einer Berghütte diverse Pläne aus, um das Wildschwein, das so gut wie kugelsicher ist, zu erledigen. Während sie ihre Fallen auslegen, stoßen sie in einer Höhle auf das Nest des Wildschweins. Sie töten alle seine Nachkommen bis auf ein Ferkel, mit dem sie von dannen ziehen. Als alle Fallen scheitern, werden Kim und die Forscherin als Köder mit dem Ferkel ins Tal geschickt. Die beiden werden von dem Keiler verfolgt und enden in einer verlassenen Fabrik. Dort können sie dem Treiben des Wildschweins endgültig ein Ende setzen.
Im Abspann ist ein überlebendes Ferkel zu sehen, dass den Zuschauer bedrohlich anschaut. Außerdem sieht man Baek Man-bae, der von einer verrückten Frau gequält wird.

## Hintergrund
Shin Jeong-won legte Keiler – Der Menschenfresser als typischen B-Film und Creature Feature mit Umweltthematik in US-amerikanischer Tradition an. Inspiriert wurde er dabei durch den Erfolg des südkoreanischen The Host (2006). Die Produktion übernahm Soo Jak Films, während das südkoreanische Independent-Film-Unternehmen Fine Cut die weltweiten Vertriebsrechte übernahm.
Der Film selbst wurde mit Hilfe des US-amerikanischen Unternehmens Polygon Entertainment gedreht, das für die Spezialeffekte verantwortlich war. Der Dreh fand zunächst in Südkorea statt, doch die Zusammenarbeit mit den US-Amerikanern machte ein Nachdreh in San Francisco unumgänglich. Dort wurden in 40 Tagen alle Szenen mit Spezialeffekten gedreht. Das Wildschwein selbst ist computeranimiert und stammt von der US-amerikanischen Crew. Während der Dreharbeiten wurden die Aufnahmen laut dem Regisseur durch kulturelle Differenzen erschwert. Ebenfalls zu eigen ist dem Film nämlich ein für Südkorea typischer schwarzer Humor, der für westliche Betrachter schwierig zu verstehen sei. Die US-Amerikaner konnten daher das Drehbuch nicht ganz nachvollziehen und legten andere Nuancen an, als vom Regisseur gewünscht. Die Dreharbeiten kamen jedoch zu einem gütlichen Abschluss und der Film startete im Juli 2009 in den südkoreanischen Kinos.
In den südkoreanischen Kinos sahen innerhalb von drei Wochen rund 1,25 Millionen Besucher den Film. Er wurde an 15 Länder verkauft. In Deutschland wurde er erstmals am 30. Oktober 2009 einem interessierten Publikum auf dem Asia Filmfest vorgeführt. Eine DVD-/Blu-Ray-Veröffentlichung erfolgte am 10. Dezember desselben Jahres über Ascot Elite.

## Rezeption
Das Lexikon des internationalen Films lobt den Film auf Grund seiner Machart:

„Beeindruckend ausgestatteter Tier-Horrorfilm nach westlichen Vorlagen, der sich dramaturgisch eng an Spielbergs Der weiße Hai anlehnt, die Handlung aber durch ironische Seitenhiebe und schwarzen Humor würzt.“

Andreas Neuenkirchen bezeichnete den Film dagegen auf der Website Manifest – Das Filmmagazin als schlecht:

„Dummerweise aber bildet sich der Film viel zu viel auf seine viel zu vielen Figuren ein. Die sind größtenteils exzentrisch, aber leider nicht von der liebenswerten Sorte, sondern von der nervigen. Etliche von ihnen haben nicht die geringste Bewandtnis für die Handlung, werden aber trotzdem zwei Stunden lang mitgeschleppt. Holt sich der Keiler Opfer, sind das stets Figuren, die erst Sekunden vorher nur zum Zweck der Verfütterung eingeführt wurden. Spannung und Dramatik gehen anders. Und so ist KEILER eine Enttäuschung. Er scheitert an sich selbst, nicht an RAZORBACK, und nicht daran, dass diese Welt zu klein für zwei Filme über Killerwildschweine wäre. Um Ed Wood zu paraphrasieren: Der nächste wird bestimmt besser.“